# Muchea
Muchea is een plaats in de regio Wheatbelt in West-Australië.

## Geschiedenis
Ten tijde van de Europese kolonisatie leefden de Whadjuk Nyungah in de streek.
Tijdens een verkenningstocht vermeldde George Fletcher Moore de Aboriginesplaatsnaam 'Muchela'. In het door Moore uitgegeven woordenboek ontbreekt het woord of zijn betekenis echter. Toen tussen 1892 en 1898 een nevenspoor werd geopend in Muchea werd de letter 'L' in de dienstregeling weggelaten. In 1903 verkavelde de overheid de omgeving aan het nevenspoor. Een jaar later, in 1904, werd het dorp Muchea er officieel gesticht.
In 1905 werd in Muchea een schooltje geopend. Het sloot de deuren in 1952 toen de school in Bullsbrook opende. In 1908 opende de eerste winkel van Muchea. Op 18 november 1922 opende de gemeenschapszaal van Muchea. In 1961 werd een nieuwe gemeenschapszaal gebouwd. Midden de jaren 1920 werd een theehuis geopend. Dit zou uitgroeien tot de verzorgingsplaats 'Muchea Roadhouse'.
Van 1944 tot 1950 was er een houtzagerij actief in Muchea. Op vraag van de houtzagerij verhuisde het postkantoor in 1947 van het stationsgebouw naar een winkel. De winkel brandde in 1959 af maar werd heropgebouwd.

## Beschrijving
Muchea maakt deel uit van het lokale bestuursgebied (LGA) Shire of Chittering, een landbouwdistrict. De 'Western Australian Meat Industry Authority' is in Muchea gevestigd en beheert er het 'Muchea Livestock Centre', een van de grootste overdekte veemarkten van Australië.
Muchea heeft een gemeenschapszaal en enkele sportfaciliteiten. In 2021 telde Muchea 921 inwoners, tegenover 634 in 2006.

## Toerisme
De Chittering Farm Flavour Trail doet een aantal landbouwbedrijven in Lower Chittering aan, net ten oosten van Muchea.
De Old Well uit de tijd van de pioniers is gelegen voor de 'Muchea General Store' langs de 'Brand Highway'. De waterpomp werkt nog steeds.

## Transport
Muchea ligt aan het kruispunt van de Great Northern Highway en de Brand Highway, 57 kilometer ten noorden van de West-Australische hoofdstad Perth, 60 kilometer ten westen van Toodyay en 30 kilometer ten zuidwesten van Bindoon, de hoofdplaats van het lokale bestuursgebied waarvan het deel uitmaakt.
De spoorweg die langs Muchea loopt maakt deel uit van het goederenspoorwegnetwerk van Arc Infrastructure.

## Klimaat

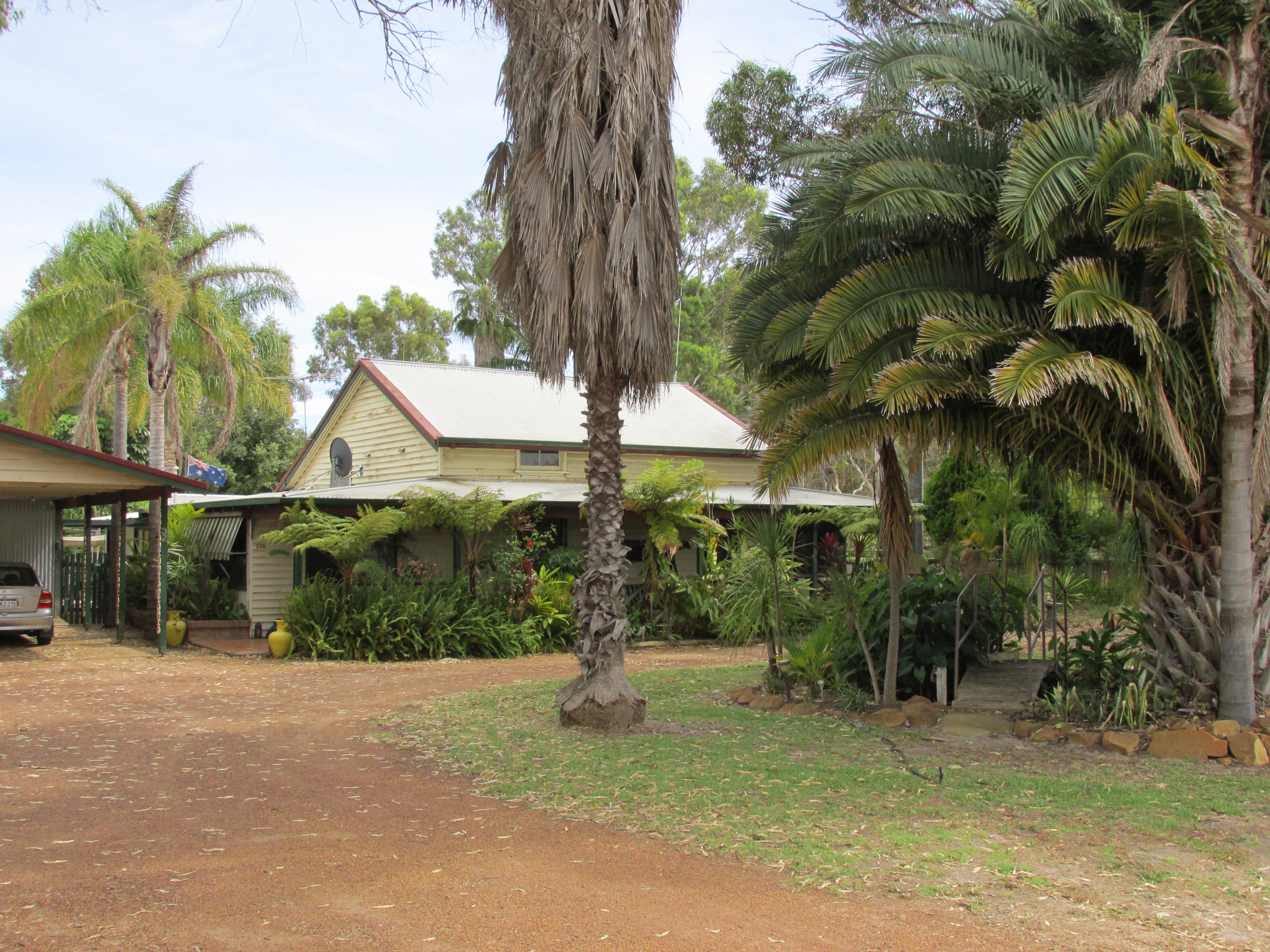
Voormalig schoolgebouw Muchea

Muchea kent een warm mediterraan klimaat, Csa volgens de klimaatclassificatie van Köppen. De gemiddelde jaarlijkse temperatuur bedraagt 18,5 °C en de gemiddelde jaarlijkse neerslag ligt rond 718 mm.
Aldersyde · Amery · Ardath · Arthur River · Baandee · Babakin · Badgingarra · Badjaling · Bailup · Bakers Hill · Balkuling · Ballaying · Ballidu · Beacon · Beenong · Beermullah · Bejoording · Belka · Bencubbin · Bendering · Benjaberring · Beverley · Bilbarin · Bindi Bindi · Bindoon · Bodallin · Bolgart · Bonnie Rock · Boolading · Booraan · Brookton · Bruce Rock · Bullaring · Bullfinch · Bulyee · Bungulla · Buntine · Burakin · Burracoppin · Cadoux · Calingiri · Campion · Caraban · Carrabin · Cataby · Cervantes · Chandler · Chittering · Clackline · Cold Harbour · Congelin · Coomberdale · Copley · Corrigin · Cowcowing · Crossman · Cuballing · Culbin · Cunderdin · Dalwallinu · Dandaragan · Dangin · Darkan · Dattening · Dongolocking · Doodlakine · Dowerin · Dudinin · Dumbleyung · Duranillin · Dwarda · Ejanding · Elabbin · Erikin · Gabbin · Gingin · Goomalling ·  Grass Valley · Greenhills · Guilderton · Gwambygine · Harrismith · Highbury · Hines Hill · Holt Rock · Hyden · Jelcobine · Jennacubbine · Jennapullin · Jitarning · Jurien Bay · Kalannie · Karlgarin · Kellerberrin · Kondinin · Kondut · Koojan · Koolyanobbing · Koorda · Korbel · Korrelocking · Kukerin · Kulin · Kulja · Kulyaling · Kunjin · Kununoppin · Kweda · Kwelkan · Kwolyin · Lancelin · Lake Brown · Lake Grace · Lake King · Ledge Point · Manmanning · Marvel Loch · Meckering · Meenaar · Merredin · Miling · Minnivale · Mogumber · Mokine · Moodiarrup · Mooliabeenee · Moora · Moorine Rock · Moorumbine · Moulyinning · Mount Hardey · Mount Kokeby · Mount Walker · Muchea · Mukinbudin · Muntadgin · Nalya · Nangeenan · Narembeen · Narrogin · New Norcia · Newdegate · Nilgen · Nokaning · North Bannister · Northam · Nukarni · Nungarin · Pantapin · Piawaning · Piesseville · Pingaring · Pingelly · Pithara · Popanyinning · Quairading · Quindanning · Regans Ford · Seabird · Shackleton · Southern Cross · Spencers Brook · Tammin · Tincurrin · Toodyay · Trayning · Varley · Wagin · Walebing · Walgoolan · Wandering · Wannamal · Watheroo · Welbungin · West Dale · West Toodyay · Westonia · Wialki · Wickepin · Wilbinga · Williams · Wongan Hills · Woodridge · Wubin · Wundowie · Wyalkatchem · Yealering · Yelbeni · Yellowdine · Yilliminning · Yerecoin · York · Yorkrakine · Yornaning · Yoting · Youndegin